# Rodrigo Camino
Rodrigo Camino (Arequipa, Provincia de Arequipa, Perú, 29 de diciembre de 1993) es un futbolista peruano que juega como delantero y actualmente está sin equipo. Tiene 31 años.

## Trayectoria
Comenzó su carrera en las divisiones menores de Universitario de Deportes y en el año 2012 fue ascendido al primer equipo de la «U». Hizo su debut oficial en primera división el 25 de marzo de 2012 ante Juan Aurich. En ese mismo año formó parte del equipo de Universitario de Deportes sub-20 que participó en la Copa Libertadores Sub-20 realizada en el Perú. En septiembre de 2013 fue cedido en préstamo al Pacífico F. C., club donde anotó su primer gol en la Primera División del Perú en la fecha 34 contra Unión Comercio, dándole la victoria al cuadro rosado por 1-0.

## Clubes
| Club                      | País | Año         |
| ------------------------- | ---- | ----------- |
| Universitario de Deportes | Perú | 2012 - 2013 |
| Pacífico F. C.            | Perú | 2013        |
| Universitario de Deportes | Perú | 2014        |
| Cienciano                 | Perú | 2014        |
| Deportivo Coopsol         | Perú | 2015        |
| Academia Cantolao         | Perú | 2017        |
| San Lorenzo de Porococha  | Perú | 2018        |

## Palmarés

### Campeonatos nacionales
| Título             | Club                      | País | Año    |
| ------------------ | ------------------------- | ---- | ------ |
| Torneo de Reservas | Universitario de Deportes | Perú | 2014-I |